# 祓詞
祓詞（はらえのことば、はらえことば）とは、神事の前に必ず行われる祓の時に唱えられる祝詞の一種。
すなわち、
「掛介麻久母畏伎伊邪那岐大神筑紫乃日向乃橘小戸乃阿波岐原爾御禊祓閉給比志時爾生里坐世留祓戸乃大神等諸乃禍事罪穢有良牟乎婆祓閉給比清米給閉登白須事乎聞食世登恐美恐美母白須」
（かけまくもかしこきいざなぎのおほかみつくしのひむかのたちばなノをどのあはぎはらにみそぎはらへたまひしときになりませるはらへどのおほかみたちもろもろのまがことつみけがれあらむをばはらへたまひきよめたまへとまをすことをきこしめせとかしこみかしこみもまをす）

書き下し:
掛けまくも畏き伊邪那岐大神、筑紫の日向の橘の小戸の阿波岐原に、御禊祓へ給ひし時に生り坐せる祓戸の大神等、諸の禍事・罪穢有らむをば、祓へ給ひ清め給へと白す事を聞食せと、恐み恐み白す、—
である。
『古事記』や『日本書紀』が伝える神話によると、伊邪那岐神は死者の国へ行き心身が穢れ、帰って来た。そこで筑紫の日向の橘の小戸の阿波岐原と言う場所で、海水を浴びて禊を行った。その時、多くの祓戸の神々が生まれた。この神々の力により、多くの罪や穢れを清められたとある。さて、祓詞を唱えれば、祓戸の神々の御神力により、罪や穢れが清められると言われる。

## 出雲大社の祓詞
出雲大社では、通常とは異なる文言の祓詞を唱える。すなわち下記の通りである。「掛介麻久母畏伎伊邪那岐大神筑紫乃日向乃橘小戸乃阿波岐原爾御禊祓閉給比志時爾生里坐世留祓戸乃大神等
惟神奈留大道乃中爾生令氐在奈賀良其御蔭乎志深久思波受氐皇神等乃御恵乎大呂加爾思比多利志時爾過知犯勢留波更奈里今母罪穢有良牟乎婆祓閉給比清米給閉登白須事乎八百万乃神等共爾聞食世登恐美恐美母白須」（かけまくもかしこきいざなぎのおほかみつくしのひむかのたちばなのをどのあはぎはらにみそぎはらへたまひしときになりませるはらへどのおほかみたちかみながらなるおほみちのなかにうまれてありながらそのみかげをしふかくおもはずてすめかみたちのみめぐみをおほろかにおもひたりしときにあやまちおかせるはさらなりいまもつみけがれあらむをばはらへたまひきよめたまへとまをすことをやおよろずのかみたちともにきこしめせとかしこみかしこみもまをす）。